# سیاست‌های راست تندرو
سیاست‌های راست تندرو (به انگلیسی: Far-right politics)، به سیاست‌های راست، که در مقابل سیاست‌های چپ قرار دارد گفته می‌شود. سیاست‌های راست تندرو، از سیاست‌های راست میانه، پررنگ‌تر است.
سیاست‌های راست تندرو اغلب شامل تمرکز بر سنت، واقعی و یا فرضی، به عنوان یک سیاست است و با آداب و رسومی که به عنوان بازتابی از مدرنیسم در نظر گرفته شده مخالف است. بسیاری از ایدئولوژی راست افراطی یک بی‌اعتنایی یا تحقیر برای مساوات‌خواهی است، حتی اگر همیشه حمایت آشکار برای سلسله مراتب اجتماعی، عناصر محافظه‌کاری اجتماعی و مخالفت با بسیاری از اشکال لیبرالیسم و سوسیالیسم را بیان کند.
برخی راست‌های افراطی گرایش‌های ضد سرمایه‌داری دارند و علاقه‌مند به اقتصادهای دولتی نظیر سرمایه‌داری دولتی و شرکت گرایی (مثل آلمان نازی و ایتالیا فاشیست) هستند که در عین حال دولتی هستند ولی ضد کمونیسم هستند که به اصطلاح به این‌ها موقعیت سوم می‌گویند.